# Hańcza Stara (gmina)
Hańcza Stara – dawna gmina wiejska istniejąca na przełomie XIX i XX wieku w guberni suwalskiej. Siedzibą władz gminy była Hańcza Stara (obecnie Stara Hańcza).
Za Królestwa Polskiego gmina Hańcza Stara należała do powiatu suwalskiego w guberni suwalskiej. Jednostka nie występuje w wykazach gmin z lat 1867 i 1868, wymieniona jest jednak w Słowniku geograficznym Królestwa Polskiego z 1890.
W skorowidzu miejscowości z 1921 roku jednostka jest już zniesiona, a Stara Hańcza wchodzi w skład gminy Wiżajny.